# Telmatherina wahjui
Telmatherina wahjui é uma espécie de peixe da família Telmatherinidae.
É endémica da Indonésia.